# Мегр
Мегр (перс. مهر) — сьомий місяць іранського календаря, складається з 30 днів і є першим осіннім місяцем. У григоріанському календарі відповідає 23 вересня — 22 жовтня.

## Етимологія
Більшість місяців іранського календаря носять імена зороастрійських язатів. Назва Мегр походить від імені божества Мітри, що з авестійської мови перекладається як Угода. Сучасною перською мовою слово «Мегр» означає любов, прихильність, дружбу.

## Свята
- 16 Мегр — Свято Мегреган, свято імені Мегр, свято осіннього врожаю

## Знаменні події і вшанування
- 8 Мегр — День Джалаледдін Румі, середньовічного перського поета
- 20 Мегр — День Гафіза Ширазі, середньовічного перського поета